# Frej Liewendahl
Frej Liewendahl (Jomala, 22 ottobre 1902 – Mariehamn, 31 gennaio 1966) è stato un mezzofondista finlandese, specializzato nei 3000 metri piani.

## Carriera
In carriera vinse la medaglia d'oro nella corsa 3.000 metri a squadre ai Giochi Olimpici di Parigi 1924.

## Palmarès

### Olimpiadi
- Oro a Parigi 1924 nei 3000 metri piani a squadre.